# Szechina
Szechina (dosł. „zadomowienie”; hebr. ‏שכינה‎, od rdzenia szachan = „mieszkać”; jid. ‏Szchine‎) – w judaizmie termin określający immanencję, niecielesną obecność Boga w świecie. Najstarszą zapisaną formę tego terminu, w aramejskiej formie Szekinta odnaleźć można w targumach, interpretacyjnych przekładach aramejskich Starego Testamentu. Termin „Szachina” można także spotkać w Talmudzie, midraszach i innej pozabiblijnej literaturze żydowskiej. Podmiotowo Szechina jest identyczna z Bogiem, jednak nigdy nie była adresatem modlitw i nie przypisywano jej boskich atrybutów. Termin był w targumach stosowany dla podkreślenia zróżnicowania tej formy Bożej obecności, od pierwotnego, antropomorficznego wyobrażenia Stwórcy.
Miejscem Boga zawsze było niebo, Szechina była sposobem objawiania się, udzielania się i nawiązywania relacji z dziełem stworzenia. Była obecna w Namiocie Spotkania (hebr. ohel moed), w czasie wędrówki Izraelitów z Egiptu do Ziemi Obiecanej. Kluczowym biblijnym miejscem pobytu Szechiny była Świątynia Jerozolimska – między innymi tam jej obecność była silniej odczuwana. W Księdze Powtórzonego Prawa była „Obecnością Boga” określaną jako „zamieszkiwanie przez imię”, a literatura midraszowa stosowała określenie Szechina jako jedno z Imion Boga.
W okresie rabinicznym uformowała się teoria „obecności Boga”, która była porównywana do światła lub wody morskiej, która wypełnia nadbrzeżną grotę podczas przypływu. XVI-wieczny rabin, mistyk i kabalista Izaak Luria był twórcą koncepcji cimcum – samoograniczenia się Boga, przez co Szechina, czyli Boża Obecność, zostawała odrywana od Bożej Istoty (En-Sof). Po to, „by mogło zaistnieć to, co zostało stworzone”. „Bóg jest obecny we wszystkim”, a Szechina przenika wszystko to, co istnieje. W systemie Lurii Szechina stanowi więc swoiste centrum stworzenia. Arnold M. Goldberg wyjaśniał, że „Szechina jest w świątyni mocą nie samego miejsca, lecz wspólnoty, i nie dla miejsca, lecz dla człowieka”. Obecność Szechiny nie była więc ograniczona do określonego terytorium. Jej zasięg nie ma granic – terenem tej obecności jest życie człowieka. Jest swoistym pośrednim ogniwem między Bogiem a ludźmi.
Średniowieczny rabin, gaon i żydowski filozof, Saadja ben Josef uważał, że „chwała Boga” to pojęcie biblijne, natomiast Szechina to pojęcie rabiniczne, odnoszące się do „stworzonego splendoru światła”. Z tego powodu Mojżesz prosząc o możliwość ujrzenia chwały Bożej, zobaczył Szechinę. Rabini wyrażali przekonanie, że Bóg objawił się Mojżeszowi w postaci Krzewu gorejącego (Szechina), by ukazać, że żadne miejsce nie jest pozbawione Jego obecności. Według Saadja ben Josefa obrazy, których doświadczali prorocy także były spotkaniem z Szechiną. Inny średniowieczny rabin, filozof i komentator Mosze ben Majmon łączył istotę Szechiny z samym proroctwem i uważał, że „pochodzi ona od Boga i dostępna jest człowiekowi poprzez kontemplację Intelektu Czynnego”.
Wczesna żydowska tradycja kabalistyczna zaczęła określać tym terminem żeński aspekt Boga (żeńska zasada sfirot), który zasadniczo był wiązany z aspektami męskimi, wyrażanymi w imieniu Kadosz Baruch Hu (hebr. = Święty Błogosławiony [On]). „Sefer ha-Zohar”, XIII-wieczny mistyczny komentarz do Tory, Pieśni nad Pieśniami i Księgi Rut, nadaje Szechinie charakter osobowy i przedstawia ją jako Królową, Małżonkę, Córkę Króla. Nadana płeć sygnalizowała wyraźnie aspekt seksualny. Późniejsze pisma kabalistyczne traktowały Szechinę jako ostatnią z hierarchii emanacji boskiego światła i lokowały ją w kabalistycznym Drzewie Życia jako dziesiątą, najniższą i najbardziej oddaloną od źródła światła sefirę, nazywały królestwem Malchut, i metaforycznie nazywały „córką Boga”. W tym znaczeniu harmonijny związek żeńskiej Szechiny z sześcioma poprzedzającymi ją w hierarchii ważności sefir, stanowić miał strumień boskiej energii, która – jak księżyc – odbija boskie światło w kierunku świata. Szechina miała uosabiać drugą, uzupełniającą funkcję Absolutu. Liczbowym oznaczeniem Szechiny była dwójka, literowym – be(j)t; (słowo bet = hebr. „dom”). W symbolicznym układzie biegunowym, w stosunku do duszy jest ciałem, w stosunku nieba – ziemią, a wobec świata mężczyzny – kobietą. Kabaliści lokowali także Szechinę w postaci żałobnicy pod jerozolimską Ścianą Płaczu.
Według niektórych tradycji żydowskich symbolem Szechiny było światło. Dobry uczynek miał ją przyciągać, zaś zły uczynek ją odpychać.
Pojęcie Szechiny zostało przejęte przez chrześcijaństwo. W tym kontekście Szechiną określana jest Maria, zwłaszcza w czasie ciąży, w której nosiła Jezusa, a więc wcielenie Boga. W tekstach katolickich, w tym w Litanii loretańskiej, Maria w związku z tym bywa określana Arką Przymierza.